# 유니버설 아비트

옛 로고

유니버설 아비트(Universal ABIT Co., Ltd, 구 명칭: ABIT Computer Corporation)는 중화민국에 본사를 둔 컴퓨터 부품 제조업체로 1980년대부터 활동했다. 핵심 제품 라인은 오버클러커 시장을 겨냥한 메인보드였다. ABIT는 2005년에 심각한 재정 문제를 겪었다. 브랜드 이름 "ABIT"와 특허, 상표를 포함한 기타 무형 자산은 2006년 5월 USI(Universal Scientific Industrial Co., Ltd.)에 인수되었다.
지주회사는 2009년 3월 31일부로 브랜드를 중단했다.